# Tomasz Wróblewski
Tomasz Wróblewski, in arte Orion (Varsavia, 2 giugno 1980), è un musicista polacco, attualmente membro delle band Vesania e Behemoth.

## Biografia
Tomasz fondò la sua prima band importante, i Vesania, nel 1997, insieme a Dariusz Brzozowski e Filip Hałucha; i tre militano tuttora nel gruppo, di cui Tomasz è chitarrista e cantante. Nel 2003 entra anche nelle file dei Behemoth, sostituendo il precedente bassista Marcin Nowak. Nel 2002 entrò, sempre come bassista, nei Neolithic, con i quali registrò e pubblicò un album ed un EP prima del loro scioglimento. Come turnista, accompagnò i Machine Head al Sounds of the Underground 2005, come corista. Nel 2008 fu tra i co-fondatori dei Black River, band stoner rock/heavy metal con cui ha pubblicato tre album prima che si sciogliesse nel 2010. Nel 2011 ha prodotto l'album V.I.D.I. dei Leash Eye.

## Discografia

### Con i Vesania

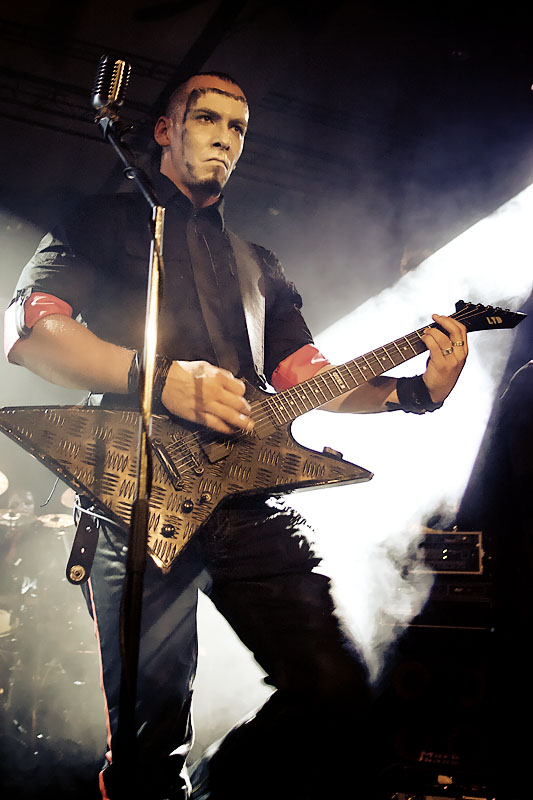
Tomasz Wróblewski con i Vesania nel 2011

Album
- 2003  - Firefrost Arcanum
- 2005 - God the Lux
- 2007 - Distractive Killusions
- 2008 - Rage of Reason

Singoli
- 2002 - Moonastray

### Con i Behemoth
Album studio
- 2004 - Demigod
- 2007 - The Apostasy
- 2009 - Evangelion
- 2014 - The Satanist
- 2018 - I Loved You at Your Darkest
- 2022 - Opvs Contra Natvram

EP
- 2005 - Slaves Shall Serve
- 2008 - Ezkaton
- 2013 - Blow Your Trumpets Gabriel
- 2014 - Xiądz

Live
- 2008  - At the Arena ov Aion – Live Apostasy
- 2010 - Evangelia Heretika
- 2018 - Messe Noire
- 2021 - In Absentia Dei

Raccolte
- 2011 - Abyssus abyssum invocat

### Con i Neolithic
Album
- 2003 - My Beautiful Enemy

EP
- 2004 - Team 666

### Con i Black River
- 2008 - Black River
- 2009 - Black'N'Roll
- 2010 - Trash

### Altre apparizioni
- 2009 - Vulgar – I Don't Wanna Go to Heaven[3]
- 2010 - Vulgar – The Professional Blasphemy[4]
- 2011 - My Riot – Sweet Noise
- 2012 - Devilish Impressions – Simulacra[5]
- 2012 - Sammath Naur – Beyond the Limits